# Famille Riesenkampff
La famille Riesenkampff (Riesenkampff dit Rehekampff, ou encore Rosenkampff) est une ancienne famille de la noblesse germano-balte originaire d'Allemagne.

## Histoire
Cette famille remonte à Jost Riesenkampff, bourgeois de Hildesheim né vers 1520. Son fils Hans (Johann) Riesenkampff s'installe à Tallinn comme marchand vers 1590. Citoyen de la ville (1595), il fut membre de la Guilde des Têtes noires (1593), puis de la Grande Guilde dont il fut le doyen (ou l'"Aîné" ; Ältermann en allemand), ce qui témoigne d'une importante situation. Ses descendants sont intégrés à la noblesse suédoise en 1687 sous le nom de Rosenkampff. La famille est inscrite dans la noblesse héréditaire du Saint-Empire romain en 1780 avec Gustav Otto Riesenkampf, dans les registres de la chevalerie Estonienne en 1783 sous le nom Riesenkampff dit von Rehekampff (Riesenkampff gen. von Rehekampff), et intégrée à la noblesse russe en 1792.

## Personnalités
- Reinhold (Reinerus) Johann Riesenkampff (1658-1689), pasteur de la paroisse de Goldenbeck dans le comté de Lääne en Estonie.
- Carl Philip Riesenkampff (1688-1769), conseiller, chambellan puis maire de Tallinn (1757-1767).
- Gustav Reinhold von Riesenkampff (1689-1753), seigneur de Heidmetz et Käända, en Estonie.
- Gustav Georg von Riesenkampff (1733-1802), 1er major, platzmajor, chevalier de l'Ordre de Saint-Vladimir.
- Reinhold Johann Riesenkampff, seigneur et châtelain de Paadrema (et), Kärevere (et) et Oisu (et) en 1721.
- Gustav Gerhard von Riesenkampff (1766-1847), directeur de théâtre à Tallinn.
- Georg Magnus von Riesenkampff (1780-1846), seigneur de Machters et Bysholm (Estonie), arrendator de Moik, colonel (1827), conseiller et chevalier.
- Karl Eberhard Riesenkampff (1758-1825), membre de la Grande Guilde, maire de Tallinn (1824-1825).
- Yegor Evstafievich Riesenkampff (1797-1871), General der Infanterie russe, membre de la Cour militaire centrale.
- Fadeevich Karl Regenkampf (1803-1882), général de la Cavalerie, gouverneur de Vyborg, commandeur de l'Ordre de Saint-Georges.
- Alexander Egorovich Riesenkampf (1821-1895), médecin, botaniste, il fut un ami de Mikhaïl et Fiodor Dostoïevski.
- Nikolay Georgievich Riesenkampff(1831-1893), lieutenant-général de l'état-major général impérial, membre de la Cour militaire centrale.
- Dmitrii von Riesenkampff (1832-1887), colonel des gardes à cheval, adjudant du prince Alexandre de Battenberg.
- Nikolaik Riesenkampf (ru) (1832-1904), lieutenant-général, chef de la 5e division de cavalerie (ru), il prit part à la guerre du Caucase.
- Konstantin Riesenkampff (1839-1909), major-général russe, ataman de l'Oblast du Terek, il participa à la guerre russo-turque de 1877-1878.
- Anton Egorovitch Riesenkampff, major-général russe, commandant du Régiment des dragons de la garde (1893-1897).
- Nicholas Gustavovich Regenkampf (1845°), membre du tribunal de Smolensk et de Saratov, conseiller d'État réel, il été marié à Olga née Dondukov-Korsakov (1834-1869), fille du prince Mikhail Alexandrovich Dondukov-Korsakov (ru).

- Anton Riesenkampff (1849-1919), lieutenant-général russe.
- Anatoly Riesenkampff (1868-1918), capitaine russe de 1er rang, chef d'entrepôt maritime, il fut victime de la Terreur rouge à Sébastopol.

- Georg von Rehekampff (de) (1869–1941), seigneur d'Arumois jusqu'en 1919, politique, avocat et lépidoptérologue estonien.
- Karl Axel Erwin von Rehekampff (de) (1879–1953 Allemagne), docteur en économie, banquier, homme politique, maire de Kuressaare et propriétaire des manoirs de Mõntu (Mento) et Triigi (Feckerort), puis marchand en Allemagne après 1919.
- Alexander Riesenkampff (et) (1888–1940), avocat, maire de Tallinn, conservateur de l'École cathédrale de Tallinn.
- Jan Riesenkampff (1963), son petit-fils, homme de lettres polonais.

- Gustav Adolph von Rosenkampff (de) (1764–1832), homme politique, conseiller d'État, juriste, avocat et écrivain russe, propriétaire du domaine de Kaarepere (Waltershof), chevalier 1ère classe de l'Ordre de Sainte-Anne, baron finlandais (1818).